# Démocratie et Totalitarisme
 (décembre 2018).
Démocratie et Totalitarisme est une œuvre de Raymond Aron, publiée en 1965.

## Place du livre
Ce livre, tout d'abord intitulé Sociologie des sociétés industrielles, esquisse d'une théorie des régimes politiques, est constitué des cours professés à l'Institut d'études politiques de Paris en 1958, puis à la Sorbonne durant l'année universitaire 1957-1958. Il forme le troisième et dernier volume de la série, constituée des Dix-huit leçons sur la société industrielle et de La Lutte des classes.

## Contexte historique: laIVeRépublique
Les cours publiés dans ce livre se placent avant l'arrivée au pouvoir du général de Gaulle et avant l'institution de la Cinquième République française. C'est pourquoi, les analyses proposées par Aron portant sur les institutions de la IVe République, il estime que, si elles ont perdu en actualité, elles ont cependant un intérêt rétrospectif historique. Aussi consacre-t-il une partie de l'introduction à la Ve République, aux manœuvres de De Gaulle et au « coup d'État légal » de ce dernier pour instaurer un régime libéral et parlementaire, qualifié par Aron de « troisième Empire ».

## Structure de l'œuvre
Démocratie et Totalitarisme est composé de trois parties, dont la première analyse les sens de la notion de politique, la deuxième les régimes constitutionnels pluralistes, et la troisième les régimes monopolistiques et totalitaires, en particulier le régime soviétique.

## Éditions
- Démocratie et Totalitarisme, coll. « Folio essais », 1987,  (ISBN 207032429X)